# Roubaix Lille Métropole/Saison 2015
Dieser Artikel listet Erfolge und Fahrer des Radsportteams Roubaix Lille Métropole in der Saison 2015 auf.

## Erfolge in der UCI Europe Tour
In den Rennen der Saison 2015 der UCI Europe Tour gelangen die nachstehenden Erfolge.
| Datum     | Rennen                         | Kat. | Fahrer              |
| --------- | ------------------------------ | ---- | ------------------- |
| 15. März  | Kattekoers                     | 1.2  | Baptiste Planckaert |
| 10. April | 1. Etappe Circuit des Ardennes | 2.2  | Rudy Barbier        |
| 5. Juli   | Paris-Chauny                   | 1.2  | Maxime Vantomme     |
| 29. Juli  | Prolog Tour Alsace             | 2.2  | Julien Antomarchi   |
| 31. Juli  | 2. Etappe Tour Alsace          | 2.2  | Timothy Dupont      |
| 2. August | 4. Etappe Tour Alsace          | 2.2  | Timothy Dupont      |

## Abgänge – Zugänge
| Zugänge           | Team 2014                   | Abgänge          | Team 2015                           |
| ----------------- | --------------------------- | ---------------- | ----------------------------------- |
| Thomas Damuseau   | Team Giant-Shimano          | Quentin Jaurégui | AG2R La Mondiale                    |
| Julien Antomarchi | La Pomme Marseille 13       | Julien Duval     | Équipe Cycliste de l’Armée de terre |
| Dieter Bouvry     | EFC-Omega Pharma-Quick Step | Franck Vermeulen | Karriereende                        |
| Jérémy Leveau     | Neoprofi                    | Jean-Lou Païani  | Karriereende                        |

## Mannschaft
| Teamkader 2015                              | Teamkader 2015     | Teamkader 2015 | Teamkader 2015                     |
| Name                                        | Geburtsdatum       | Land           | Vorheriges Team                    |
| ------------------------------------------- | ------------------ | -------------- | ---------------------------------- |
| Julien Antomarchi                           | 16. Mai 1984       | Frankreich     | La Pomme Marseille 13 (2014)       |
| Rudy Barbier                                | 18. Dezember 1992  | Frankreich     | Armée de terre (2013)              |
| Dieter Bouvry                               | 31. Juli 1992      | Belgien        | EFC-Omega Pharma-Quick Step (2014) |
| Thomas Damuseau                             | 18. März 1989      | Frankreich     | Giant-Shimano (2014)               |
| Timothy Dupont                              | 1. November 1987   | Belgien        | Ventilair-Steria (2013)            |
| Rudy Kowalski                               | 18. August 1990    | Frankreich     |                                    |
| Jérémy Leveau                               | 17. April 1992     | Frankreich     | VC Rouen 76 (2014)                 |
| Romain Pillon                               | 22. September 1988 | Frankreich     |                                    |
| Baptiste Planckaert                         | 28. September 1988 | Belgien        | Crelan-Euphony (2013)              |
| Jimmy Turgis                                | 10. August 1991    | Frankreich     | CC Nogent-sur-Oise (2013)          |
| Maxime Vantomme                             | 8. März 1986       | Belgien        | Crelan-Euphony (2013)              |
| Félix Pouilly (1. Aug.–31. Dez., Stagiaire) | 22. September 1994 | Frankreich     | CC Nogent-sur-Oise (2015)          |
| Léo Vincent (1. Aug.–31. Dez., Stagiaire)   | 6. November 1995   | Frankreich     | Club Cycliste d'Étupes (2015)      |
|                                             |                    |                |                                    |
| Quelle: UCI                                 |                    |                |                                    |